# Производство согласия. Политическая экономия массмедиа
«Производство согласия. Политическая экономия массмедиа» (англ. Manufacturing Consent: The Political Economy of the Mass Media — книга Э. Хермана и Н. Хомски, в которой авторы представляют модель пропаганды — модель, согласно которой в любом обществе неравномерность распределения богатства и власти воспроизводится в СМИ посредством экономических условий.